# János Zorgo
János Zorgo (Budapest, 19 settembre 1919 – ...) è stato un calciatore ungherese, di ruolo attaccante.
1964 stato anche allenatore della SC União Torreense, da Torres Vedras di Portogallo.

## Palmarès

### Club

#### Competizioni nazionali
- Serie C: 1

Prato: 1948-1949